# Irlanda ai XXII Giochi olimpici invernali
L'Irlanda ha partecipato ai XXII Giochi olimpici invernali, che si sono svolti dal 7 al 23 febbraio a Soči in Russia, con una delegazione composta da cinque atleti.

## Sci alpino

### Uomini
| Gara            | Atleta     | Manche 1 | Manche 1  | Manche 2 | Manche 2  | Totale  | Totale    |
| Gara            | Atleta     | Tempo    | Posizione | Tempo    | Posizione | Tempo   | Posizione |
| --------------- | ---------- | -------- | --------- | -------- | --------- | ------- | --------- |
| Slalom gigante  | Conor Lyne | DNF      | DNF       | DNF      | DNF       | DNF     | DNF       |
| Slalom speciale | Conor Lyne | 1'03"58  | 74        | 1'09"71  | 40        | 2'13"29 | 42        |

### Donne
| Gara            | Atleta        | Manche 1 | Manche 1  | Manche 2 | Manche 2  | Totale | Totale    |
| Gara            | Atleta        | Tempo    | Posizione | Tempo    | Posizione | Tempo  | Posizione |
| --------------- | ------------- | -------- | --------- | -------- | --------- | ------ | --------- |
| Slalom gigante  | Florence Bell | DNF      | DNF       | DNF      | DNF       | DNF    | DNF       |
| Slalom speciale | Florence Bell | 1'07"84  | 55        | DNF      | DNF       | DNF    | DNF       |

## Sci di fondo
| Gara           | Atleta       | Finale  | Finale   | Finale    |
| Gara           | Atleta       | Tempo   | Distacco | Posizione |
| -------------- | ------------ | ------- | -------- | --------- |
| 15 km maschile | Jan Rossiter | 48'44"6 | +10'14"9 | 87        |

## Skeleton
| Gara             | Atleta         | Manche 1 | Manche 1  | Manche 2 | Manche 2  | Manche 3 | Manche 3  | Manche 4        | Manche 4        | Totale  | Totale    |
| Gara             | Atleta         | Tempo    | Posizione | Tempo    | Posizione | Tempo    | Posizione | Tempo           | Posizione       | Tempo   | Posizione |
| ---------------- | -------------- | -------- | --------- | -------- | --------- | -------- | --------- | --------------- | --------------- | ------- | --------- |
| Singolo maschile | Sean Greenwood | 57"99    | 21        | 1'05"11  | 27        | 58"22    | =23       | non qualificato | non qualificato | 3'01"32 | 27        |

## Snowbord
| Gara                | Atleta          | Qualificazioni | Qualificazioni | Qualificazioni | Qualificazioni | Semifinale | Semifinale | Semifinale | Semifinale | Finale          | Finale          | Finale          | Finale          |
| Gara                | Atleta          | Manche 1       | Manche 2       | Migliore       | Posizione      | Manche 1   | Manche 2   | Migliore   | Posizione  | Manche 1        | Manche 2        | Migliore        | Posizione       |
| ------------------- | --------------- | -------------- | -------------- | -------------- | -------------- | ---------- | ---------- | ---------- | ---------- | --------------- | --------------- | --------------- | --------------- |
| Halfpipe maschile   | Seamus O'Connor | 66.25          | 71.50          | 71.50          | 8 Q            | 54.00      | 53.00      | 54.00      | 9          | non qualificato | non qualificato | non qualificato | non qualificato |
| Slopestyle maschile | Seamus O'Connor | 33.50          | 40.00          | 40.00          | 13 Q           | 60.75      | 70.25      | 70.25      | 9          | non qualificato | non qualificato | non qualificato | non qualificato |